# سوپر جام فوتبال کرواسی
 سوپر جام فوتبال کرواسی  (به کرواتی: Hrvatski nogometni superkup) مسابقه‌ای است که سالانه مابین قهرمان لیگ برتر فوتبال کرواسی و قهرمان جام حذفی فوتبال کرواسی برگزار می‌شود.
باشگاه فوتبال هایدوک اشپیلت با ۵ قهرمانی پرافتخارترین تیم این سری مسابقات به حساب می‌آید.

## پرافتخارترین باشگاه‌ها
| باشگاه        | قهرمانی |
| هایدوک اشپیلت | ۵       |
| دینامو زاگرب  | ۴       |